# Powiat nowodworski (województwo mazowieckie)

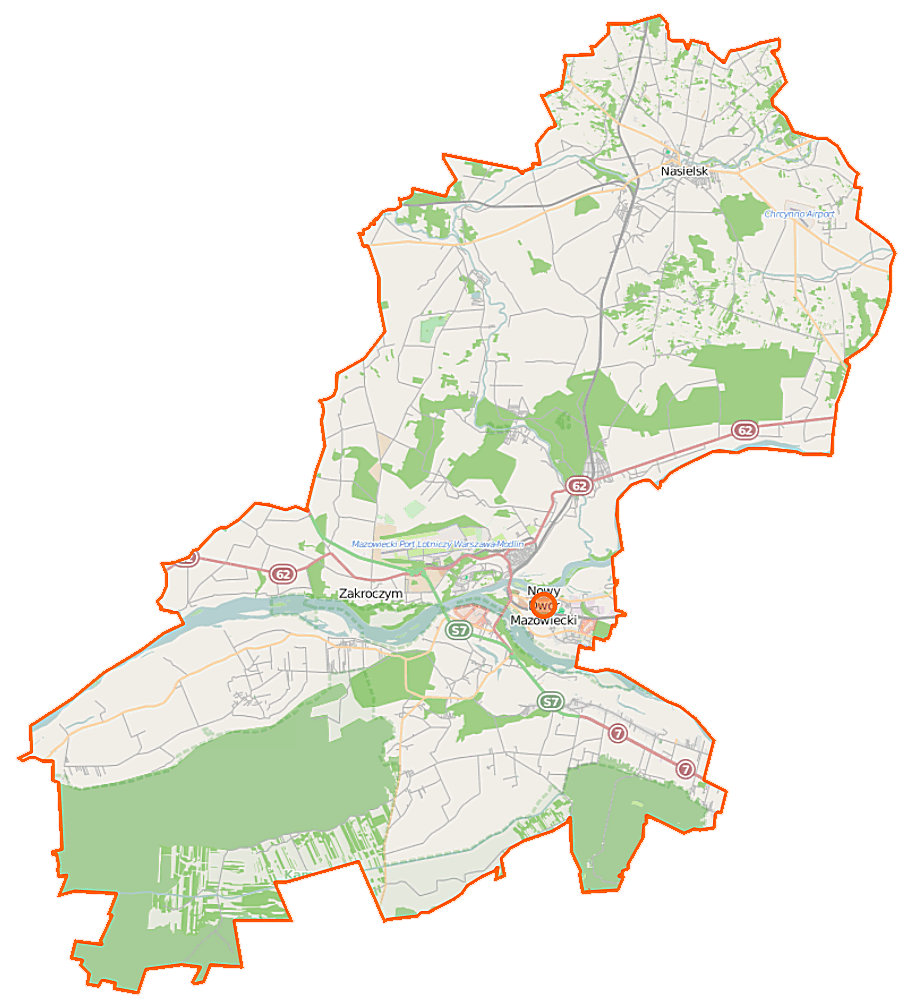
Mapa powiatu

Powiat nowodworski – powiat w Polsce, w północnej części województwa mazowieckiego, utworzony w 1999 roku w ramach reformy administracyjnej. Jego siedzibą jest miasto Nowy Dwór Mazowiecki.
W skład powiatu wchodzą:
- gminy miejskie: Nowy Dwór Mazowiecki
- gminy miejsko-wiejskie: Nasielsk, Zakroczym
- gminy wiejskie: Czosnów, Leoncin, Pomiechówek
- miasta: Nowy Dwór Mazowiecki, Nasielsk, Zakroczym

Według danych z 31 grudnia 2019 roku powiat zamieszkiwały 88 654 osoby. Natomiast według danych z 30 czerwca 2020 roku powiat zamieszkiwało 79 427 osób.

## Demografia[4]
Liczba ludności (dane z maj 2021):
|        | Ogółem | Ogółem | Kobiety | Kobiety | Mężczyźni | Mężczyźni |
| osób   | %      | osób   | %       | osób    | %         |           |
| ------ | ------ | ------ | ------- | ------- | --------- | --------- |
| Ogółem | 79 022 | 100    | 40 460  | 51,20   | 38 562    | 48,80     |
| Miasto | 39 347 | 49,79  | 20 146  | 25,49   | 19 201    | 24,30     |
| Wieś   | 39 675 | 50,21  | 20 314  | 25,71   | 19 361    | 24,50     |

▶Wieś vs ▶miasto
Ogółem (▶k, ▶m)
Miasto (▶k, ▶m)
Wieś (▶k, ▶m)
- Piramida wieku mieszkańców powiatu nowodworskiego w 2023 roku[5].

## Rada Powiatu (2024 - 2029)[6]
| Ugrupowania | Ugrupowania                                         | % poparcia | Mandaty | Koalicja |
| ----------- | --------------------------------------------------- | ---------- | ------- | -------- |
|             | Prawo i Sprawiedliwość                              | 22%        | 5       |          |
|             | Stowarzyszenie "Wiarygodność, Niezależność, Dialog" | 16,43%     | 5       |          |
|             | PSL - Trzecia Droga                                 | 16,23%     | 3       |          |
|             | Czas na zmiany                                      | 16,08%     | 2       |          |
|             | Koalicja Obywatelska                                | 13,54%     | 2       |          |
|             | Zjednoczeni dla Powiatu                             | 5,80%      | 1       |          |
|             | NDM Odnowa                                          | 5,38%      | 1       |          |
|             | Lewica                                              | 4,54%      | 0       | -        |

## Historia

### 1952–1954
Powiat nowodworski powstał 1 lipca 1952 z części zniesionych powiatów warszawskiego i radzymińskiego oraz z części powiatów pułtuskiego i sochaczewskiego. W skład powiatu weszły:
- Ze zniesionego powiatu warszawskiego:
  - miasto Nowy Dwór Mazowiecki, do którego włączono:
    - ze zniesionej gminy Góra: gromady Kępa Nowodworska i Łęczna, a także osiedle Nowo-Łęczna oraz lasy państwowe Księża Góra i Dębina,
    - ze zniesionej gminy Pomiechowo: tereny byłej stoczni modlińskiej,
    - ze zniesionej gminy Cząstków: enklawę o nazwie Kępa Małocka;

  - miasto Zakroczym;
  - zniesiona gmina Legionowo, z której utworzono nowe miasto Legionowo, do którego włączono:
    - z gminy Jabłonna zniesione gromady Bukowiec i Łajski-Grudzie;

  - gmina Cząstków, którą podzielono:
    - 16 z 32 jednostek pozostało przy gminie Cząstków (gromady Adamówek, Cząstków Mazowiecki, Cząstków Polski, Czosnów, Dziekanów Leśny, Dziekanów Nowy, Dziekanów Polski, Dziekanówek, Izabelin, Janówek, Kaliszki, Łomna, Łosia Wólka, Palmiry, Pieńków i Sadowa),
    - 16 z 32 jednostek weszło w skład nowo utworzonej gminy Kazuń w powiecie nowodworskim (gromady Augustówek, Cybulice, Cybulice Duże, Cybulice Małe, Czeczotki, Dębina, Dobrzyń, Janów-Mikołajówka, Jesionka, Kazuń Nowy, Kazuń Polski, Małocice, Sady, Syndykowszczyzna, Wólka Czosnowska i Wrzosówka),
    - enklawę o nazwie Kępa Małocka włączono do miasta Nowego Dworu Mazowieckiego;

  - zniesiona gmina Góra, którą podzielono:
    - 13 z 19 jednostek weszło w skład nowo utworzonej gminy Janówek w powiecie nowodworskim (gromady Boża Wola, Góra, Janówek I, Janówek II, Kępa Kikolska, Krubin, Okunin, Olszewnica Nowa, Olszewnica Stara, Skierdy, Suchocin, Trzciany i Wólka Górska),
    - 4 z 19 jednostek weszły w skład nowo utworzonej gminy Skrzeszew w powiecie nowodworskim (gromady Derlacz, Kałuszyn, Skrzeszew i Topolina),
    - 2 z 19 jednostek zniesiono, włączając je do miasta Nowego Dworu Mazowieckiego (gromady Kępa Nowodworska i Łęczna, a także osiedle Nowo-Łęczna oraz lasy państwowe Księża Góra i Dębina);

  - gmina Jabłonna, którą podzielono:
    - 5 z 13 jednostek pozostało przy gminie Jabłonna (gromady Chotomów, Jabłonna, Józefów, Kępa Tarchomińska i Rajszew),
    - 4 z 13 jednostek weszły w skład nowo utworzonej gminy Skrzeszew w powiecie nowodworskim (gromady Dąbrowa Chotomowska, Łajski, Michałów-Reginów i Stanisławów),
    - 2 z 13 jednostek włączono do gminy Nieporęt (gromady Michałów-Grabina i Szamocin),
    - 2 z 13 jednostek zniesiono, włączając je do nowo utworzonego miasta Legionowo (gromady Bukowiec, Łajski-Grudzie);

  - gmina Łomianki, którą podzielono:
    - 8 z 10 jednostek pozostało przy gminie Łomianki (gromady Buraków, Dąbrowa, Kępa Kiełpińska, Kiełpin, Kiełpin Poduchowny, Łomianki, Łomianki Dolne i Łomianki Górne),
    - 2 z 10 jednostek włączono do nowo utworzonej gminy Izabelin w nowo utworzonym powiecie pruszkowskim (gromady Laski i Mościska);

  - gmina Nieporęt, którą podzielono:
    - 9 z 18 jednostek pozostało przy gminie Nieporęt (gromady Aleksandrów, Białobrzegi, Izabelin, Kąty Węgierskie, Nieporęt, Rembelszczyzna, Stanisławów, Wola Aleksandrowska i Zegrze[13]),
    - 3 z 18 jednostek weszły w skład nowo utworzonej gminy Skrzeszew w powiecie nowodworskim (gromady Komornica, Poddębie i Wieliszew),
    - 6 z 18 jednostek weszło w skład nowo utworzonej gminy Pustelnik w powiecie wołomińskim (gromady Augustów, Augustówek, Kąty Grodziskie, Kobiałka, Olesin i Wojdy-Mańki),
      - ponadto do gminy Nieporęt włączono 3 z 24 jednostek gminy Radzymin ze zniesionego powiatu radzymińskiego (gromady Beniaminów[14], Rynia i Wólka Radzymińska),
      - ponadto do gminy Nieporęt włączono enklawę Pod Dąbkowizną o powierzchni 38,4 h i półenklawę Łąki z miasta Radzymina ze zniesionego powiatu radzymińskiego (włączono je do gromady Beniaminów w gminie Radzymin, którą włączono równocześnie do gminy Nieporęt,
      - ponadto do gminy Nieporęt włączono 2 z 13 jednostek gminy Jabłonna ze zniesionego powiatu warszawskiego (gromady Michałów-Grabina i Szamocin);

  - zniesiona gmina Pomiechowo, którą podzielono:
    - 13 z 21 jednostek weszło w skład nowo utworzonej gminy Pomiechówek w powiecie nowodworskim (gromady Brody, Brody-Parcele, Czarnowo, Kikoły, Kosewko, Orzechowo, Orzechowo Nowe, Pomiechowo, Pomiechówek, Stanisławowo, Wójtostwo, Wólka i Zapiecki);
    - 8 z 21 jednostek weszło w skład nowo utworzonej gminy Modlin w powiecie nowodworskim (gromady Bronisławka, Cegielnia-Kosewo, Kosewo, Modlin Stary, Modlin, Modlin Nowy, Szczypiorno i Wymysły),
    - tereny byłej stoczni modlińskiej włączono do miasta Nowego Dworu Mazowieckiego.

- Ze zniesionego powiatu radzymińskiego:
  - część gminy Radzymin, którą podzielono:
    - 3 z 24 jednostek włączono do gminy Nieporęt w powiecie nowodworskim (gromady Beniaminów[15], Rynia i Wólka Radzymińska),
    - 19 z 24 jednostek pozostało przy gminie Radzymin i przez to weszło w skład nowego powiatu wołomińskiego (gromady Arciechów[16], Borki, Cegielnia, Ciemne, Dybów, Helenów, Janków Nowy, Łosie[17], Mokre, Ruda, Rżyska, Sieraków, Słupno, Teodorów, Wiktorów, Załubice Nowe, Załubice Stare, Zawady i Zwierzyniec),
    - 1 z 24 jednostek (gromada Nadma) weszła w skład nowej gminy Pustelnik w nowym powiecie wołomińskim,
    - 1 z 24 jednostek (gromadę Aleksandrów) zniesiono i włączono do miasta Radzymina, które weszło w skład nowego powiatu wołomińskiego;

  - fragmenty obszaru miasta Radzymina, które włączono do gminy Nieporęt (enklawę Pod Dąbkowizną o powierzchni 38,4 h i półenklawę Łąki, które wcielono do gromady Beniaminów).

- Z powiatu pułtuskiego:
  - miasto Serock,
  - gmina Zegrze, którą podzielono:
    - 29 z 35 jednostek pozostało przy gminie Zegrze (gromady Bolesławowo, Borowa Góra, Budy Pobyłkowskie, Dębe, Dębinki, Dosin, Guty, Izbica, Jachranka, Jadwisin, Kania Nowa, Kania Polska, Karolino, Kępiaste, Ludwinowo-Zegrzyn, Łacha, Marynino, Nowawieś, Skubianka, Stanisławowo, Stasilas, Szadki, Święciennica, Wierzbica, Wola Kiełpińska, Wola Smolana, Wólka Zaleska, Zabłocie i Zalesie Borowe),
    - 6 z 35 jednostek włączono do gminy Zatory w powiecie pułtuskim (gromady Gąsiorowo, Huta Podgórna, Janki, Popowo Kościelno i Wielęcin).

- Z powiatu sochaczewskiego
  - gmina Kampinos, którą podzielono:
    - 18 z 24 jednostek pozostało przy gminie Kampinos (gromady Bieliny, Cisowe, Dąbrowa Nowa, Dąbrowa Stara, Górki, Grabina, Granica, Józefów, Kampinos, Kampinos A, Komorów, Korfowe, Koszówka, Nowe Budy, Roztoka, Sowia Wola, Wiejca i Zamość),
    - 6z 24 jednostek weszło w skład nowo utworzonej nowo utworzonej gminy Kazuń w powiecie nowodworskim (gromady Aleksandrów, Brzozówka, Dąbrówka, Krogulec, Truskawka i Wiersze);

  - zniesiona gmina Głusk, którą podzielono:
    - 23 z 27 jednostek weszło w skład nowo utworzonej gminy Leoncin w powiecie nowodworskim (gromady Gać, Głusk, Gniewniewice, Gniewniewice Nowe, Gniewniewice Stare, Krubiczew, Leoncin, Maławieś, Maławieś Nowa, Michałów, Nowiny, Ośniki, Polesie Nowe, Polesie Stare, Secymin Nowy, Secymin Polski, Secyminek, Stanisławów, Teofile, Wilków n. Wisłą, Wilków Nowy, Wilków Polski i Wincentówek),
    - 4 z 27 jednostek weszło w skład nowo utworzonej gminy Kazuń w powiecie nowodworskim (gromady Grochale Stare, Grochale Nowe, Helenówek i Rybitew).

Po zmianach tych powiat nowodworski obejmował:
- 4 miasta – Legionowo, Nowy Dwór Mazowiecki, Serock i Zakroczym;
- 12 gmin wiejskich – Cząstków, Jabłonna, Janówek, Kampinos, Kazuń, Leoncin, Łomianki, Modlin, Nieporęt, Pomiechówek, Skrzeszew i Zegrze.

5 października 1954, w przeddzień reformy administracyjnej kraju, wprowadzono kilka zmian granic powiatu:
- do powiatu nowodworskiego z powiatu pułtuskiego (z gminy Nasielsk) włączono gromady Goławice I, Goławice II i Gąsiorowo,
- od powiatu nowodworskiego odłączono gromady Budy Pobyłkowskie, Kępiaste i Wólka Zaleska (z gminy Zegrze) i włączono je do powiatu pułtuskiego,
- od powiatu nowodworskiego odłączono gromady Grabina, Korfowe i Roztoka (z gminy Kampinos) i włączono je do powiatu pruszkowskiego,
- od powiatu nowodworskiego odłączono a) gromadę Bieliny (z gminy Kampinos) oraz b) gromady Krubiczew, Nowiny, Ośniki, Polesie Nowe, Polesie Stare, Secymin Nowy i Secymin Polski i Secyminek (z gminy Leoncin) i włączono je do powiatu sochaczewskiego.

### 1954–1972
Jesienią 1954 w Polsce zniesiono gminy zbiorowe, a w ich miejsce utworzono gromady (w nawiasach podano okres funkcjonowania). W powiecie nowodworski, utworzono następujące 28gromad: Borowa Góra (1954–1959), Boża Wola (1954–1959), Buraków (1954–1961), Chotomów (1954–1959), Czosnów (1954–1972), Głusk (1954–58), Gocławice II (1954–1959), Górki (1954–1972), Jabłonna (1954–1972), Janówek I (1954–1972), Kampinos (1954–1972), Kazuń Polski (1954–1968), Kikoły (1954–1959), Kosewo (1954–1959), Leoncin (1954–1972), Łacha (1954–1959), Łajski (1954–1961), Łomianki (1954–1972), Małocice (1954–1959), Modlin Stary (1954–1961), Nieporęt (1954–1972), Pieńków (1954–1959), Pomiechówek (1954–1972), Rembelszczyzna (1954–1959), Skrzeszew (1954–1972), Sowia Wola (1954–1972), Wieliszew (1954–1959) i Wola Kiełpińska (1954–1972).
Z czasem liczba gromad stopniowo malała (vide powyżej); powstały także nowe gromady: Serock (1959–1972), Nowy Modlin (1961–68) i Kosewo (1969–1972).
1 stycznia 1955 od powiatu nowodworskiego odłączono gromadę Kampinos (obejmującą sołectwa Granica, Józefów, Kampinos, Kampinos A, Komorów, Koszówka i Wiejca) i włączono do powiatu sochaczewskiego.
29 lutego 1956 od powiatu nowodworskiego (od gromady Nieporęt) odłączono wieś Załącze (z Łąkami), włączając ją do powiatu wołomińskiego (do gromady Radzymin).
1 stycznia 1958 do powiatu nowodworskiego z powiatu płońskiego włączono gromadę Błędówko (1958–61), obejmującą sołectwa Błędowo, Błędówko, Błogosławie, Czarna, Falbogi Borowe, Janowo, Pomocnia, Swobodnia, Śniadowo, Śniadówko, Wojszczyce, Wola Błędowska i Zaręby.
31 grudnia 1961 do powiatu nowodworskiego z powiatu sochaczewskiego włączono główną część znoszonej gromady Secymin Polski (1959–1961), obejmującą sołectwa Krubiczew, Nowiny, Ośniki, Polesie Nowe, Polesie Stare, Secyminek, Secymin Nowy i Secymin Polski, którą włączono do gromady Leoncin.
31 grudnia 1961 zmieniono także granice dwóch miast:
- do miasta Nowy Dwór Mazowiecki włączono miejscowości Modlin Stary (bez przysiółka Utrata), Modlin-Lotnisko i Modlin-Twierdza ze znoszonej gromady Modlin Stary,
- do miasta Zakroczym włączono przysiółek Utrata ze znoszonej gromady Modlin Stary.

### 1973–1975
1 stycznia 1973 zniesiono gromady, a w ich miejsce ponownie wprowadzono gminy zbiorowe. W przygotowaniach do reformy zmieniono granice powiatu:
- do powiatu nowodworskiego z powiatu wołomińskiego włączono sołectwa: Augustów, Augustówek, Brzeziny, Grodzisk (z Lewandowem), Kąty Grodziskie, Kobiałka, Mańki-Wojdy i Olesin (weszły tam w skład gminy Nieporęt),
- do powiatu nowodworskiego z powiatu płońskiego włączono sołectwa: Emolinek, Henrysin, Mochty, Smoły, Strubiny, Trębki Nowe, Trębki Stare, Wólka Smoszewska i Wygoda Smoszewska

Po zmianach tych powiat nowodworski podzielono na:
- 4 miasta – Legionowo, Nowy Dwór Mazowiecki, Serock i Zakroczym;
- 9 gmin wiejskich – Czosnów, Jabłonna, Leoncin, Łomianki, Nieporęt, Pomiechówek, Serock, Skrzeszew i Zakroczym.

9 grudnia 1973 do powiatu nowodworskiego (do gminy Zakroczym) włączono sołectwo Smoszewo z powiatu płońskiego (z gminy Czerwińsk nad Wisłą).
W wyniku reformy administracji państwowej z 1 czerwca 1975 roku wszystkie powiaty uległy likwidacji. Obszar powiatu nowodworskiego wszedł w skład nowego województwa warszawskiego.

### 1999–
Powiat nowodworski, o znacznie zmienionym obszarze, przywrócono w województwie mazowieckim w wyniku reformy 1999. Powstał wówczas także nieistniejący przed 1975 rokiem powiat legionowski.

## Sąsiednie powiaty
- powiat płoński
- powiat pułtuski
- powiat legionowski
- powiat warszawski zachodni
- powiat sochaczewski